# MAO (manga)
MAO (マオ?) es una serie de manga escrita e ilustrada por Rumiko Takahashi. Comenzó su serialización en la revista semanal Shōnen Sunday de Shōgakukan en mayo de 2019. Una adaptación de la serie al anime producida por Sunrise se estrenará en abril de 2026.

## Argumento
La historia comienza con Nanoka Kiba, una chica de secundaria que alguna vez tuvo una experiencia cercana a la muerte. Ella se mezcla en eventos extraños después de que dos mundos se cruzan y conoce a Mao, un médico onmyōji y ayakashi, que puede saber más sobre el accidente que la involucró.

## Personajes
Mao (摩緒?)
 Seiyū: Yūki Kaji
El protagonista de la historia, un misterioso médico onmyōji y ayakashi que busca una criatura llamada Byōki (Gato Demonio), por la que fue maldecido varios años antes.
Nanoka Kiba (黄葉 菜花 Kiba Nanoka?)
 Seiyū: Natsumi Kawaida
La coprotagonista de la historia, aparentemente una chica normal que asiste al tercer año de secundaria. En un accidente ocho años antes, sus padres perdieron la vida y ella también estuvo cerca de la muerte a manos de un monstruo, pero de alguna manera logró sobrevivir.
Otoya (乙弥?)
Un shikigami y asistente de Mao. Posee un gran conocimiento de la medicina y es racional, lo que le ayuda en la batalla.
Uozumi (魚住?)
Una shikigami enviada por Mao para cuidar de Nanoka. Crea los batidos "repugnantes" que suprimen la energía byōki de Nanoka.
Byōki (猫鬼?)
Un demonio con apariencia similar al gato conocido como Haimaru (灰丸?), que maldijo a Mao y Nanoka para que se convirtieran en sus reticentes recipientes. Ha visitado a Nanoka y le ha proporcionado información en varias ocasiones, aunque se desconoce su objetivo.
Tenko (貂子?)
Un amigo de Mao que opera un restaurante y a través de una red de conexiones le proporciona los últimos chismes del período Taishō.
Hyakka (百火?)
 Seiyū: Hiro Shimono
Un usuario del elemento fuego que mantuvo una relación amistosa con Mao y su superior cuando vivían en la Mansión del Clan Kou durante el período Heian.
Kuchinawa (朽縄?)
 Seiyū: Toshiyuki Toyonaga
Un usuario del elemento madera que ocasionalmente une fuerzas con Mao cuando le conviene. Conocido en el período Heian como Kamon (華紋?), tanto él como Mao fueron discípulos de la Mansión del Clan Kou. Tiene interés en el destino de Masago.
Masago (真砂?)
Una amable y poderosa usuaria del elemento agua, discípula de la Mansión del Clan Kou. Aunque estaba muerta, fue capturada por Shiranui por sus poderes. Salva a Kamon, quien estaba a punto de morir bajo el agua en combate, besándolo antes de morir.
Shiranui (不知火?)
Un usuario del elemento agua con un interés obsesivo por Mao. También fue un discípulo bastante mediocre de la Mansión del Clan Kou.
Capitán Shirasu (白洲?)
Un astuto usuario del elemento metal y discípulo de la Mansión del Clan Kou, anteriormente conocido como Hakubi (白眉?). Luchó contra Hyakka en la Guerra Ruso-Japonesa, a quien le guarda rencor, y tiene una antigua alianza con Yurako.
Yurako (幽羅子?)
Una mujer misteriosa que se parece a Sana. Fue confinada en una cueva para convertirse en recipiente de otras maldiciones venenosas y para que le imprimieran sutras en la piel antes de escapar. Fue en esa época cuando conoció a Mao.
Sana (紗那?)
Hija del Maestro del Clan Kou, de quien Mao sabe que estuvo enamorado de otro. Por deseo del señor, Mao y Sana creyeron estar comprometidos. Sin embargo, Sana estaba enamorada de Daigo. Su gato era Haimaru (灰丸?).
Daigo (大五?)
Un huérfano y figura de hermano mayor para Mao. Tras dejar el orfanato donde ambos crecieron, le recomienda a Mao unirse al Clan Kou, como él lo hizo. Durante su tiempo en el clan Kou, se convirtió en uno de los mejores usuarios del elemento tierra.
Natsuno (夏野?)
Una tranquila usuaria del elemento tierra y discípula de la Mansión del Clan Kou, a quien Mao recurre ocasionalmente en busca de ayuda. Busca a un gólem de tierra con el que hizo un pacto hace 900 años cuando enfermó.
Renji (蓮次?)
Renji, conocido por el alias Okuribi no Renji (送り火の蓮次?), es un asesino bajo el mando de Shiranui que empuña un yueqin (月琴?) que alberga luciérnagas, potenciado por una maldición kodoku de Enmei no Niwa (延命の庭?). Abusado por sus padres adoptivos, solo su hermana Tsuyu, quien murió protegiéndolo, le mostró amabilidad. En venganza, quemó su hogar. Su yueqin libera luciérnagas letales, aunque Mao le cortó el brazo dos veces para detenerlo, solo para que Mei lo regenerara. Tras sufrir en su juventud, Renji suele simpatizar con las prostitutas. Proviene de la era Taishō.
Mei Mitazono (芽生?)
Desde el período Taishō, Mei también trabaja con Shiranui como médico y gestiona un Jardín de Extensión de Vida llamado Enmei no Niwa (延命の庭?).

## Contenido de la obra

### Manga
MAO es escrito e ilustrado por Rumiko Takahashi. Fue anunciado en la edición #1 de 2019 de la revista Weekly Shōnen Sunday de Shōgakukan publicada en diciembre de 2018. La serialización comenzó en la edición #23 de la revista publicada el 8 de mayo de 2019.

#### Lista de volúmenes
| N.º | Fecha de lanzamiento     | ISBN original          |
| --- | ------------------------ | ---------------------- |
| 01  | 18 de septiembre de 2019 | ISBN 978-4-09-129310-7 |
| 02  | 18 de noviembre de 2019  | ISBN 978-4-09-129446-3 |
| 03  | 17 de enero de 2020      | ISBN 978-4-09-129547-7 |
| 04  | 18 de mayo de 2020       | ISBN 978-4-09-850078-9 |
| 05  | 18 de agosto de 2020     | ISBN 978-4-09-850174-8 |
| 06  | 16 de octubre de 2020    | ISBN 978-4-09-850266-0 |
| 07  | 18 de enero de 2021      | ISBN 978-4-09-850385-8 |
| 08  | 17 de marzo de 2021      | ISBN 978-4-09-850395-7 |
| 09  | 16 de julio de 2021      | ISBN 978-4-09-850531-9 |
| 10  | 18 de octubre de 2021    | ISBN 978-4-09-850723-8 |
| 11  | 18 de enero de 2022      | ISBN 978-4-09-850867-9 |
| 12  | 17 de marzo de 2022      | ISBN 978-4-09-851008-5 |
| 13  | 17 de junio de 2022      | ISBN 978-4-09-851151-8 |
| 14  | 12 de octubre de 2022    | ISBN 978-4-09-851262-1 |
| 15  | 18 de enero de 2023      | ISBN 978-4-09-851534-9 |
| 16  | 18 de abril de 2023      | ISBN 978-4-09-852029-9 |
| 17  | 18 de agosto de 2023     | ISBN 978-4-09-852614-7 |
| 18  | 17 de noviembre de 2023  | ISBN 978-4-09-853012-0 |
| 19  | 16 de febrero de 2024    | ISBN 978-4-09-853112-7 |
| 20  | 17 de mayo de 2024       | ISBN 978-4-09-853294-0 |
| 21  | 17 de agosto de 2024     | ISBN 978-4-09-853545-3 |
| 22  | 18 de noviembre de 2024  | ISBN 978-4-09-853679-5 |
| 23  | 18 de febrero de 2025    | ISBN 978-4-09-854009-9 |
| 24  | 16 de mayo de 2025       | ISBN 978-4-09-854112-6 |
| 25  | 18 de agosto de 2025     | ISBN 978-4-09-854208-6 |

### Anime
En julio de 2025, se anunció una adaptación de la serie al anime. Está producida por Sunrise y dirigida por Teruo Satō, con Yūko Kakihara como supervisora de guion de la serie, diseños de personajes de Yoshihito Hishinuma y música compuesta por Shū Kanematsu. Se estrenará en abril de 2026 en NHK General TV.